# Гленак
Гленак (фр. Glénac) насеље је и општина у северозападној Француској у региону Бретања, у департману Морбијан која припада префектури Ван.
По подацима из 2011. године у општини је живело 882 становника, а густина насељености је износила 64,38 становника/km². Општина се простире на површини од 13,7 km². Налази се на средњој надморској висини од 10 метара (максималној 87 m, а минималној 2 m).

## Демографија
| 1962. | 1968. | 1975. | 1982. | 1990. | 1999. | 2011. |
| ----- | ----- | ----- | ----- | ----- | ----- | ----- |
| 598   | 655   | 668   | 745   | 805   | 810   | 882   |

График промене броја становника у току последњих година